# Paspalum cinerascens
Paspalum cinerascens là một loài thực vật có hoa trong họ Hòa thảo. Loài này được (Döll) A.G.Burm. & M.Bastos mô tả khoa học đầu tiên năm 1988.